# Rata d'arrossar de les Galápagos
La rata d'arrossar de les Galápagos (Aegialomys galapagoensis) és una espècie de mamífer rosegador de la família dels cricètids. És endèmica de les illes Galàpagos (Equador). Es tracta d'un animal terrestre i solitari. No se sap gaire cosa sobre el seu hàbitat i la seva història natural. Està amenaçat per la introducció de rates negres i ratolins comuns al seu medi. El seu nom específic, galapagoensis, significa ‘de les Galàpagos’ en llatí.